# Lever, Murphy & Co.
Lever, Murphy & Co. fue una empresa chilena fundada por los británicos Richard Lever, William J. Murphy y Norman Ferguson, dueña de la desaparecida fábrica de Caleta Abarca y los astilleros de Miramar en Viña del Mar. Considerada por la Sofofa como una empresa pionera en la industria metalmecánica de su país, su máximo desarrollo ocurrió entre 1883 y 1891, cuando fabricaron puentes, locomotoras y carros para Ferrocarriles del Estado, además de prestar diversos servicios a la Armada de Chile. Entre sus principales obras se encuentra el puente ferroviario Maule y la escampavía Meteoro, destacando de diversos trabajos en obras públicas y vialidad. Como la construcción de las estructuras metálicas para 35 puentes ferroviarios y carreteros, unas 37 locomotoras y 792 carros para ferrocarriles; además de la construcción de 6 vapores, 20 lanchas y 7 faros en sus astilleros. Sin embargo, la mayoría de su producción se hacía para particulares, contando unas 14 plantas completas para oficinas salitreras. Luego de su venta en 1906, su fábrica y astillero fue continuado en el mismo giro por la Sociedad de Maestranza y Galvanización por otros 25 años hasta su cierre definitivo.

## Historia

### Primeros talleres
Aunque la sociedad colectiva "Lever, Murphy i Compañia" se formó recién el 23 de agosto de 1883, los socios fundadores Richard Lever y William J. Murphy, llevaban bastante tiempo en la industria metalmecánica. Es realmente desde 1859 que data el inicio de sus operaciones en el puerto de Valparaíso, cuando ellos deciden independizarse de sus antiguos empleadores y establecerse con talleres en el rubro de la fundición y calderería. Estos distintos talleres, en los que solo Richard Lever fue una constante, se llamaron Fundición de la República, Chile Boiler Works and Engine Shop, entre otros, dependiendo del ingreso o salida de otros socios eventuales o inclusive de la compraventa de los establecimientos.
Pese a su juventud lograron afianzarse con la reparación de calderas de todo tipo y con la venta e instalación de cachuchos en las oficinas salitreras del entonces sur de Perú y el litoral de Bolivia. Lever tomaría desde un comienzo un rol de gestor, solicitaría patentes de invención y obtendría privilegios exclusivos para cierto tipo de calderas y equipos a medida para la fabricación de salitre. Por lo que El Mercurio de Valparaíso llegó a publicar inclusive, que fue en sus talleres donde se construyó la primera caldera de Chile.
Uno de sus primeros trabajos de importancia fue durante la Guerra con España. La empresa, llamada R. Lever y Compañía por esa época, firma dos contratos facultativos con la Armada y el Ejército para la fabricación de cañones. Dado el bloqueo español de los puertos chilenos, solo uno de estos contratos logró llevarse a cabo. Se trataba de trabajar en paralelo con la Maestranza Militar de Limache la construcción de varios cañones navales para artillar temporalmente la nuevas fortificaciones en la bahía de Valparaíso. En el caso de Lever, el contrato se tradujo en la transformación de pequeños cañones antiguos y la fabricación de varios nuevos para munición de 100 libras. Las piezas nuevas fueron fundidas en bronce, con ánima de 3 rayas y calibre 7 pulgadas, de 3,8 metros de largo y 4,6 toneladas de peso. A junio de 1867 se listaban 8 cañones entregados y se termina la contrata en diciembre de ese año, ganando la empresa unos $ 41.000 pesos de la época. No hay claridad en la cantidad total de cañones fabricados por Lever, pero el pago recibido equivale a 14 piezas. Todos estos cañones fueron recomendados para su baja en 1875.
Tiempo después de esa guerra, la siempre creciente industria del salitre seguía demandando maquinaria. Para 1870 la fábrica de Lever y sus socios era una de las más grandes de Chile con varias máquina herramienta importadas de Inglaterra. Ya desde 1878 se instalaron en calle General Bustamante, ex Arsenal, antiguo número 87. Además entre 1878 y 1882 compraron o remataron varios predios y la Fundición Caledonia hacia la esquina con la subida Carampangue, en pleno puerto de Valparaíso. Esta era una ubicación estratégica que les permitía varar barcos en una playa que existía a unos 100 m en la desembocadura de la quebrada de Juan Gómez, hoy calle Blanco. También estaban frente a la Aduana, y muy cerca de los Almacenes Fiscales de Valparaíso.
En esta bonanza los encontró la Guerra del Pacífico. Lever, Murphy, y su nuevo socio que los acompañaría por más de dos décadas, el calderero escocés Norman Ferguson, se mostraron firmes partidarios del país, comenzando con el cambio de calderas de las corbetas O'Higgins y Chacabuco. Es esta época que ellos en un periodo de 2 a 3 años reparan literalmente todos los buques de la Armada de Chile, principalmente el monitor Huáscar y la fragata blindada Almirante Cochrane.

### Lever, Murphy y Compañía
El renombre conseguido y la victoria chilena los motivó a participar en numerosas licitaciones públicas, para lo que abrieron una sucursal en Caleta Abarca, Viña del Mar. Los gobiernos de Domingo Santa María y José Manuel Balmaceda, iniciaron un amplio programa de obras públicas y quisieron aumentar la red ferroviaria. La empresa construyó más de 9 puentes ferroviarios estilo europeo en los ríos del sur de Chile en unos 7 años. Estos puentes son metálicos fabricados con perfiles remachados. El Puente Maule fue el primero de este tipo hecho en Chile, y se pueden mencionar otros sobre los ríos Ñuble, Laja y Biobío. Todos ellos se encuentran en pie en la actualidad, algunos en servicio inclusive. En paralelo, en los talleres de Caleta Abarca fabricaron alrededor de 28 locomotoras para la Empresa de los Ferrocarriles del Estado en el mismo periodo. Estas obras, si bien llamaban mucho la atención de la prensa, solo constituían un 40% de las operaciones de las fábricas de Viña del Mar y Valparaíso. La mayoría de los productos y servicios de la empresa continuaban comercializándose en el norte salitrero. Es en esta etapa que se incorporan a la firma algunos socios eventuales, como el herrero especializado James Sinclair y el ingeniero naval Clarence O'Brien.
Todo se mantuvo de esta forma hasta que ocurre la Guerra Civil de 1891. Richard Lever G. era un reconocido balmacedista y con el cambio de gobierno perdió la chance de participar en otras obras grandes. Aunque después la empresa fabricaría el muelle Vergara y el Escampavía Meteoro II, no pudo mantener la capacidad que tenía instalada en el tiempo y tuvo que disminuir su mano de obra. A esto se añade el fallecimiento del socio fundador William J. Murphy, ocurrido el 5 de febrero de 1894, cuya participación pasó a manos de una sucesión representada por su hijo mayor Guillermo Murphy Potter y su cuñado Carlos Guillermo Potter, que también era socio desde 1891. Los "Murphy" se instalaron en el antiguo taller de calle Arsenal, y con el tiempo hicieron cambios en la propiedad de la empresa que motivaron a los demás socios a formar una sociedad anónima con un directorio.

### Fundición de Chile

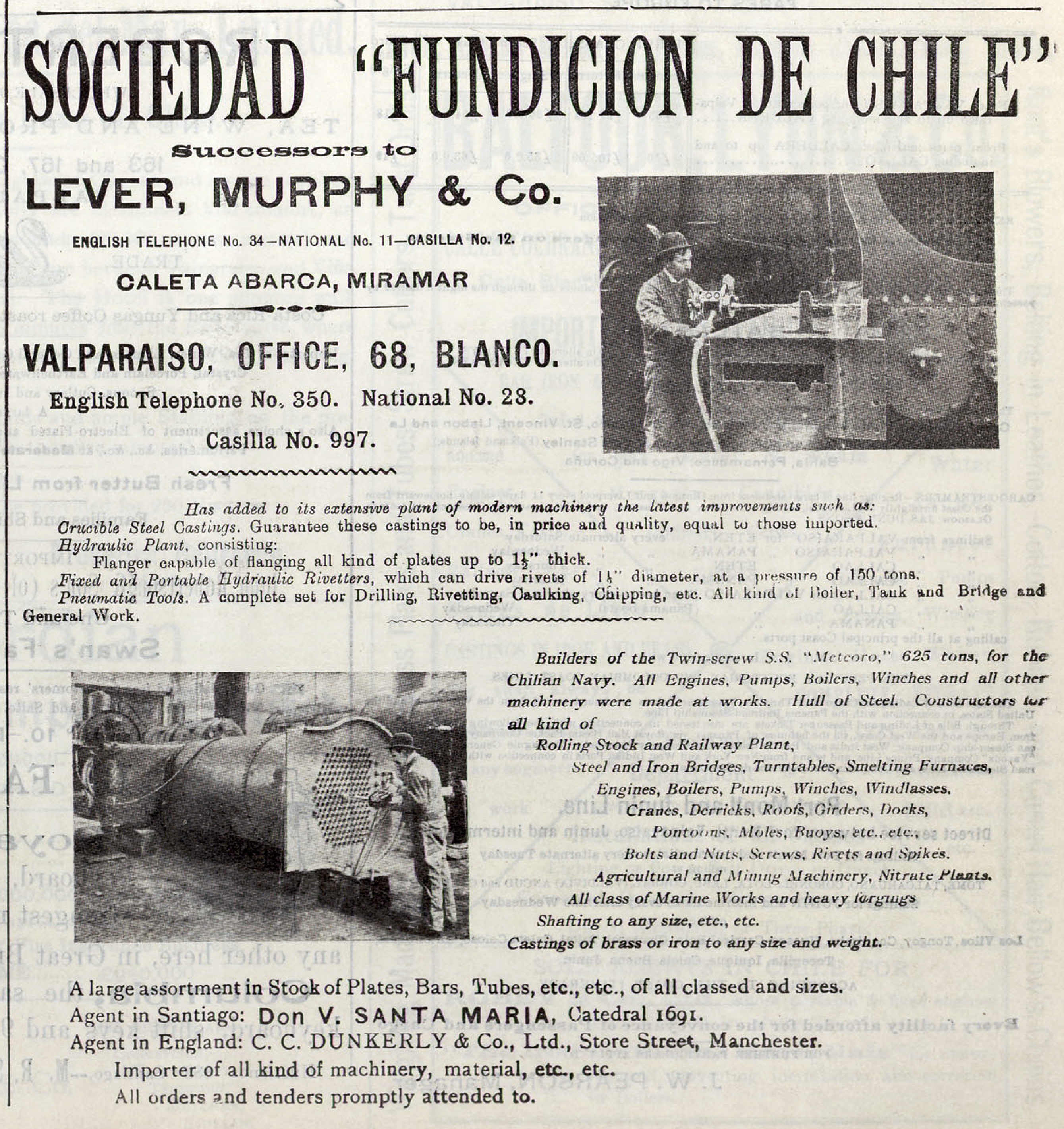
Aviso publicitario Fundición de Chile, 1906

Además otras circunstancias perjudicaron tiempo después a la compañía. Por ejemplo, la cancelación fraudulenta por parte de Ferrocarriles del Estado de una propuesta adjudicada por decreto de octubre de 1893, para la construcción de 12 locomotoras tipo 38, lo que se denunció oportunamente en la Cámara de Diputados y derivó en una regulación de este tipo de licitaciones. También, algunos años después en 1901, se añade la deuda de reparar el Meteoro y el destructor Riquelme que resultaron averiados durante la inauguración del primero, trabajo que nunca fue pagado. Otras situaciones similares crearon una serie de dificultades que terminarían con diversos litigios judiciales en 1902, cuando el gobierno desistió de fabricar otros 2 vapores y no reparar el monitor Huáscar (nuevamente) en los astilleros de la empresa.  
En 1903 la empresa se convirtió en sociedad anónima cerrada y utilizó la razón social de “Fundición de Chile”. Como no ingresaron nuevos socios u otros capitales frescos, ya que se mantuvieron como una empresa familiar, se puede concluir que el cambio se debió a diferencias en la administración del negocio. No es menor el detalle de que a la muerte de W. Murphy, socio fundador, su participación quedó congelada por trámites de posesión efectiva. Gran dificultad para dejar las garantías exigidas en las licitaciones públicas, normalmente hipotecas de las propiedades sociales. Es más, algunos de sus descendientes eran menores de edad al momento, dejando a la empresa como sociedad en comandita ca. 1896. Como mencionamos, los intereses de esta sucesión eran representados por Carlos Potter, quien insistía en mantenerse como gerente de la empresa y separó los talleres de calle Arsenal de la propiedad social. Luego, la única solución lógica fue crear esta sociedad anónima con claros estatutos que funcionaron como un reglamento y con un directorio gestionara la empresa.
En paralelo, la compañía francesa Schneider et Cie., Le Creusot, acaparaba todos los contratos fiscales para puentes metálicos de gran envergadura luego de la construcción del viaducto Malleco. Pero una crecida del Mapocho causó el colapso del recién terminado puente Talagante, fabricado por ellos, y que produjo la muerte de 22 personas en 1899. Por lo mismo se examinaron otros puentes "franceses" también recién construidos, los que presentaban grietas y hendiduras. Entonces el Ministerio de Industria, Obras Públicas y Ferrocarriles instruyó a los ingenieros a su cargo que pidieran a Lever Murphy se asociara con Schneider para garantizar la calidad de nuevas construcciones. Esto concluyó en un contrato en moneda nacional para fabricar o reparar 5 puentes en la segunda sección de Ferrocarriles del Estado, sobre los ríos Maipo, Tinguiririca, Lontué, Achibueno y Claro en Yumbel.

### Liquidación de la empresa
Luego de terminar el puente Achibueno, los negocios con los franceses significaron pérdidas para la empresa principalmente por la fuerte inflación y del tipo de cambio adverso por ese entonces en el país. El contrato en moneda nacional no complicaba el pago de sueldos, sino la adquisición de materias primas importadas como cemento, las que se pagaban en libras esterlinas. Los socios incapaces de cumplir cabalmente con el contrato deciden postergar las obras en los puentes Maipo y Tinguiririca, y ofrecer en venta nuevas acciones para aumentar el capital social y obtener nuevos recursos. Oportunamente, la sucesión de William Murphy a través del abogado J. M. Gatica intento nuevamente tomar el control de la empresa, tratando de aportar dos propiedades de gran valor aumentando el capital social en un millón de dólares. Eso obligaría al resto de los accionistas, principalmente la familia Lever y el señor Ferguson, a desembolsar otro millón en acciones o deponer la administración del negocio al tener minoría en el directorio.
En esas circunstancias a mediados de abril de 1906 don Eduardo Sandiford, conocido capitalista de Valparaíso, hizo una oferta por el Establecimiento de Caleta Abarca. Detrás de esta estaba la Compañía Galvanizadora de Fierro, establecida en Valparaíso en 1900 y con una patente exclusiva para la fabricación de planchas galvanizadas. Dicha empresa estuvo manejada por una sociedad anónima que agrupaba la competencia de la antigua Lever Murphy, y su propósito era utilizar la fábrica para sus operaciones evitando construir una nueva. Su gerente fue Jorge del Río Plummer, pariente de la familia Edwards y del diputado Guillermo Plummer, y su directorio al momento de la compra estaba integrado por el sr. Simpson de Williamson Balfour y Cía, el mencionado sr. Plummer, Manuel Pardo Correa, P. McClelland de Ducan Fox y Cía, y Ramón Nieto. La oferta era por 800.000 dólares al contado, es decir, un 53.33% del valor de la Fundición de Chile, más el pasivo de la empresa, en total alrededor de US$ 1.600.000.
Finalmente, los socios el 21 de abril de 1906 deciden aceptar la oferta de Sandiford, considerando que se cubrían todas las deudas y se repartía un monto mayor que el originalmente desembolsado desde 1880. El 30 de abril de 1906 se lleva a cabo la compraventa, y el establecimiento de Caleta Abarca es transferido a la Compañía Galvanizadora de Fierro el 19 de mayo del mismo año. Esta compra significó que el 29 de octubre de 1906 se formara la Sociedad de Maestranzas y Galvanización, continuadora legal de los negocios de Lever, Murphy y Cía.

## Socios fundadores
Richard Lever Gordon (cerca de Preston, Lancashire, 12 de mayo de 1836-Limache, 21 de abril de 1923) fue hijo del operario textil James Leaver y Elizabeth Gordon. Vivió su infancia en Chorley trabajando desde pequeño en la industria textil junto a sus padres y hermanos. Abandonó muy joven su Inglaterra natal, y jamás volvió a ella pese a que tenía numerosa familia. Estuvo en varias partes del imperio británico hasta establecerse un par de años en San Francisco de California. Allí hizo alguna fortuna, y estando al tanto del desarrollo ferroviario en Chile, se traslada a Valparaíso en 1859 para independizarse con un negocio de calderería. Liberal y ateo, su capacidad para los negocios lo llevó a tener una de las empresas metalmecánicas más grande del país. Amigo personal de Santa María y Balmaceda, la guerra civil de 1891 perjudicó su posición, aunque no sufrió persecuciones como otros liberales. En 1906 decide retirarse de los negocios y vivir definitivamente en Limache, Región de Valparaíso, donde pasaba largas temporadas desde 1902. Richard tuvo 4 mujeres y por lo menos 10 hijos, los cuales dejaron extensa descendencia en Chile. Falleció junto a su hijo Enrique y su mujer Matilde Knight Millan.
William Joseph Murphy (Birmingham, Inglaterra, hacia 1832-Viña del Mar, 5 de febrero de 1894) fue hijo de Jane y John Murphy, un matrimonio de nacionalidad irlandesa que había migrado hacia 1828 al área del río Mersey en Liverpool, y que luego se estableció en varios lugares de Staffordshire. Su padre era un jornalero y trabajó con sus hijos en la fundición Soho de James Watt & Co. en Smethwick. El matrimonio tuvo unas 3 hijas y 2 hijos. Los dos hermanos Murphy luego de la muerte de su padre se embarcaron: William en la marina mercante, y su hermano Isaac Michael en la Marina de Guerra Británica; y a ambos se los puede considerar como ingenieros navales. Sin embargo, William circa 1867 se estableció en Concepción, Chile, para trabajar en una empresa de ferrocarriles. Por esos años casó con la penquista Matilde Potter Gil con la que tuvo unos 13 hijos, la mayoría de ellos nacidos en Valparaíso, luego que su padre se asociara a Richard Lever. Masón, liberal y protestante, fue un destacado miembro de la colonia británica de Valparaíso y sus instituciones. Falleció de un infarto, en medio de una celebración por las obras del Muelle Vergara.
Norman Ferguson (Duirinish, Inverness, Escocia, en 1833-Viña del Mar, 1912) fue un calderero británico, hijo del químico Roderick Ferguson y Christa McLeod. En 1851 ya era aprendiz de calderero y vivía en Milton, Lanarkshire, junto a sus padres. Casó el 19 de noviembre de 1858 con Christina McLeod, (*Escocia, 1831, h. de Norman McLeod y Mary McIntosh), en la parroquia del distrito de Anderston, Glasgow. Con ella tuvo 4 hijos: Mary, 1859-1945, Roderick, 1861-1863, Norman, 1863, y Norah, 1865-1887. Circa 1867 llega a Chile junto a su señora e hijas, a trabajar como calderero en la Pacific Steam Navigation Company. Ya en 1880 aparecería como asociado de Lever en la futura Lever, Murphy & Co. donde trabajó hasta 1906. Al igual que Murphy fue masón, liberal y  protestante; donando parte de su fortuna a la Union Church. Retirado de los negocios desde la venta de la empresa, falleció dejando como su única heredera a su hija soltera Mary Ferguson McLeod.

## Principales obras
Entre las obras que hizo esta empresa, se cuentan la construcción de puentes y muelles, la fabricación de calderos, cachuchos, locomotoras, carros, coches, buques y lanchas. En orden cronológico las más importantes fueron:

### Calderas para Corbetas O'Higgins y Chacabuco
Uno de los primeros trabajos de importancia para la Armada que realizó Richard Lever fue la construcción de los nuevos calderos para las corbetas O'Higgins y Chacabuco en la Guerra del Pacífico. La fabricación de los equipos fue encargada el 11 de febrero de 1879 para la corbeta O'Higgins y el 26 de abril de 1879 para la Chacabuco, siendo instaladas en los diques flotantes de Valparaíso en junio y septiembre de ese año, respectivamente. Para realizar los trabajos Lever Murphy trabajó de día y noche e incluso festivos, los que fueron supervisados por el ingeniero naval Willenghby R. Hughes, y el inspector de la Armada el sr. Marazzi. El éxito en las pruebas de presión realizadas abrió la posibilidad a nuevos trabajos para la empresa, como la construcción de calderos en las corbetas Abtao en 1882, Magallanes en 1884 y Pilcomayo en 1888; y refacciones en las de los transportes Amazonas en 1882 y Angamos en 1883.

### Puente Ferroviario y Carretero Maule

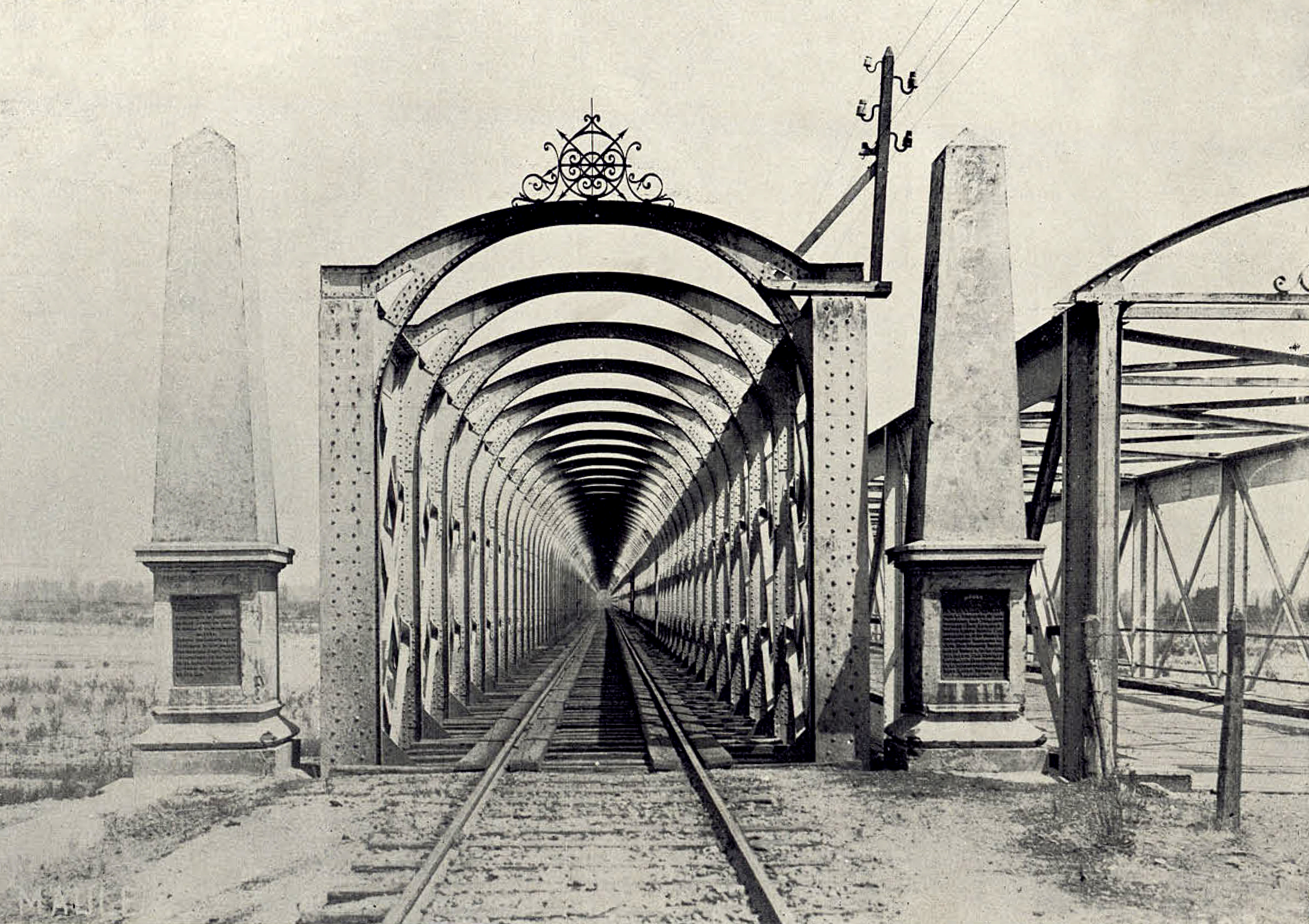
Puente Ferroviario Maule ca. 1909

Fue un puente mixto, ferroviario y carretero, reconvertido en 1956 como carretero para formar parte de la Ruta 5 hasta 1993. Fue proyectado en 1882 por Domingo V. Santa María, quién encargado por Obras Públicas inició las obras de mampostería en 1883. Lever y Murphy se adjudicaron la ferretería por decreto de 30 de mayo de 1883 a 23 centavos el kilogramo de fierro montado. Cambios sobre la marcha de las faenas y problemas de financiamiento, motivaron a entregarlo por etapas. La sección para el ferrocarril de entregó en febrero de 1885, después de exitosas pruebas de resistencia, y la para carretas se entregó el 21 de agosto de 1888 con una pausa de 2 años en los trabajos y estando en servicio la ferroviaria. Esta última sección sólo se entregó al tráfico luego de su inauguración.
Se consideró el primer puente de hierro hecho completamente por chilenos, aunque buena parte del personal era británico. Fue inaugurado formalmente el 25 de octubre de 1890 por el presidente de la República José Manuel Balmaceda, luego de la inauguración del Viaducto Malleco. Pese a que fue declarado Monumento Histórico Nacional por el Ministerio de Educación en 1993, para su conservación y como ejemplo del esfuerzo de los ingenieros chilenos, después de una crecida del río en la madrugada del 20 de febrero de 2006 colapsó una sección de 100 m de ambas superestructuras.

### Reparaciones al monitor Huáscar
R. Lever y Compañía realizó diversas reparaciones a este buque en distintas oportunidades entre 1879 y 1902. Luego del Combate de Angamos, junto con la Compañía de Diques en Valparaíso, se lo dejó operativo para que la Armada lo utilizara en la Guerra del Pacífico. Lever trabajó principalmente la torre Coles, la que se creía irreparable. Luego del Combate naval de Arica el buque volvió a Valparaíso por reparaciones, donde la empresa trabajó calderos y maquinaria. En 1885 la empresa fue encargada por la Armada para un reacondicionamiento completo del monitor, donde principalmente se le fabricaron 4 nuevas calderas.

### Locomotora de Pasajeros n°126 tipo 32
Fue la primera locomotora contratada por Ferrocarriles del Estado. De trocha ancha estilo americano con tender, tenía cuatro ejes y pesaba 41,7 toneladas en servicio. Fue bautizada con el nombre de José Manuel Balmaceda, por el presidente en ejercicio. Era la primera de seis de iguales características encargadas por Diego Hall y diseñadas por Anselmo Moraga, ambos de la empresa de Ferrocarriles. Las máquinas fueron conocidas después como locomotora tipo 32 lever-murphy, todas fabricadas en Caleta Abarca a un precio de $ 242.550 pesos de la época. Lever Murphy y Compañía entregó la n° 126 el 13 de diciembre de 1887 después de varias pruebas en la estación El Salto. La última de su clase, la n° 131 Quinta, fue entregada a comienzos de 1889.
En un comienzo corrió con sus gemelas en trenes expresos de pasajeros de Santiago a Talca, pero eventualmente fueron desplazadas al sur por material más moderno. En diciembre de 1909 participó de un severo accidente ferroviario en Paso Hondo, que la dejó muy averiada. Como EFE la consideró la primera locomotora construida en Chile, la reparó de todas formas, y figuró en su muestra de la Exposición Nacional del Centenario de 1910. En 1915 volvió a protagonizar un accidente, quedando su caldera totalmente destruida. Pese a su valor histórico fue excluida de servicio en 1932, muy probablemente terminó como chatarra en la empresa Braden Copper.

### Puente Ñuble

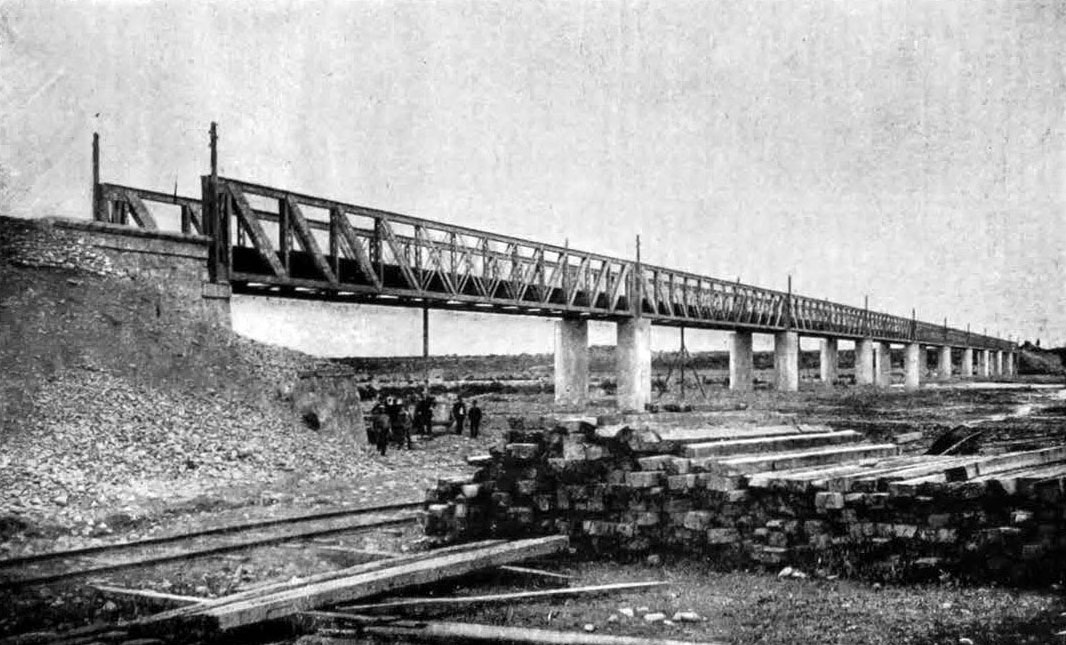
Puente Ferroviario Ñuble ca. 1890

Es un puente ferroviario en servicio sobre el río Ñuble cerca de la Ruta 5. Fue proyectado por Enrique Budge en 1884 como reemplazo a dos puentes provisionales que existían en el lugar y a miras de la administración de mantener un tren de carga nocturno más allá de la sección Santiago - Talca. Las faenas se comenzaron en enero de 1885 con la construcción del estribo norte y machones inmediatos, sobre un imprevisto lecho muy pedregoso. Una crece del río desbarató los trabajos y la obra quedó abandonada por falta de presupuesto. 
Domingo V. Santa María luego modificó el proyecto y propuso fundar el puente sobre columnas de fierro rellenas con concreto. Así Obras Públicas retomó su construcción el 15 de marzo de 1887, hincando las columnas por el método de aire comprimido. Las faenas se prolongaron hasta el 24 de agosto de 1888. La superestructura metálica fue adjudicada previamente a Lever y Murphy en septiembre de 1886, a razón de $ 200 pesos la tonelada de fierro montado, la que se instaló a medida que se terminaba la hincadura. Con sus 500 metros de largo y más de 1100 toneladas costó en total unos $ 450.000 pesos de la época, y fue considerado por un tiempo el puente más largo de Chile. 
La poca altura de la viga mostró en las pruebas de resistencia una flecha excesiva de 2,5 cm y 5 mm de oscilación lateral, pero se consideró aceptable para el tren de prueba de la época. Posteriormente, dada la adquisición de locomotoras más pesadas, en 1924 se modificó para usarlo con el material rodante más pesado. Dado el precio del acero, se reforzó temporalmente con arcos colgantes tensados en los estribos y cadenas a tensión que soportaban las vigas originales. Es decir, se transformó en un puente colgante. Entre 1945 y 1947 se reforzó definitivamente con un tercer cordón superior en celosía metálica, actualmente montado como arcos superiores en el puente. Hay que destacar que parte de la ferretería actual del puente es la original de 1887.

### Puente Laja
Es un puente ferroviario en servicio sobre el río Laja en su confluencia con el río Biobío cerca de San Rosendo. Lever Murphy y Compañía se adjudicó su construcción el 7 de febrero de 1889. La faena tomó 10 meses en concluirse y, después de pasar satisfactoriamente pruebas de resistencia, fue entregado a Ferrocarriles del Estado el 2 de junio de 1890. Este puente fue completamente construido por la empresa a cargo del ingeniero mecánico y socio Alfred J. Thompson. Fue reparado y reforzado en diversas oportunidades, desde 1930 hasta hoy en día, para adecuarlo al peso del material rodante en uso.

### Puente Biobío
El puente ferroviario Biobío en Coigüe fue construido por Lever, Murphy y Compañía en paralelo al puente Laja. Adjudicados ambos por el mismo decreto de 7 de febrero de 1889, se diferenciaba del anterior por su gran viga en celosía tipo Monier de 500 metros de largo con vía superior. Entre 1931 y 1935 fue sometido a extensas reparaciones y refuerzos, tanto en fundaciones como superestructura, dejándolo como puente colgante similares a los puentes sobre el Maule y el Toltén de la época. Actualmente, sin embargo, hay otra superestructura sobre las mismas fundaciones. 

### Puente Veintiuno de Mayo
Es un puente metálico peatonal sobre el río Mapocho, que fue construido como ferroviario en 1889, dentro de las obras de canalización del río y la creación del parque Forestal. Es conocido popularmente como Puente Los Carros, ya que, por el cruzaban los carros de sangre hasta su antiguo terminal en la actual Vega Central. Fue declarado Monumento Histórico Nacional el 12 de agosto de 1997 por el Ministerio de Educación, junto a los puentes Purísima y Loreto, también fabricados por la empresa.

### Muelle Vergara
Es un muelle que fue utilizado para carga y descarga de carbón y azúcar en Viña del Mar. Idea de Eduardo J.J.H Sandiford, fue encargado por la Cía. de Muelles y Bodegas en la Población Vergara en 1893, una sociedad paralela a La Población Vergara S.A, de las cuales fue accionista el antiguo dueño de los predios colindantes, el señor Salvador Vergara. Inaugurado en 1895, era parte de un complejo particular con concesiones del Estado con bodegas, líneas férreas y un puente que lo conectaban al ferrocarril central. Experimentó reparaciones y mejoras hechas por otras empresas distintas a Lever, Murphy & Company, como la instalación de su típica grúa a vapor derrick de 62 toneladas en la década de los 30. Abandonado en 1960 en medio de cambios en la legislación de concesiones marítimas, se utilizó como plataforma para diversas actividades turísticas y negocios particulares. En 1983 fue concesionado a la empresa MuViña Limitada, quienes añadieron locales comerciales e infraestructura turística idea del arquitecto Eugenio Correa Alliende. Luego de caducar esa concesión en 2003 fue nuevamente abandonado y clausurado al público a fines de 2007 luego que la Municipalidad de Viña del Mar desistiera de su uso. Durante 2013 el Ministerio de Obras Públicas anunció una licitación para las obras de recuperación de la estructura, y fue entregado completamente remodelado como paseo peatonal en 2016.

### Escampavia Meteoro II
Contratado por la Armada para el servicio de faros, se aprobó su construcción el 28 de febrero de 1900. Fabricado completamente en los astilleros de Miramar, fue el primer buque de acero fabricado en Chile. Se tomó como modelo para su construcción la escampavía estadounidense Columbine, y desplazaba 625 toneladas con 800 caballos de potencia. Su maquinaria le permitía alcanzar 13 nudos con capacidad de 100 toneladas en carbonera, lo que le daba gran autonomía para ser tan pequeño. Sus dimensiones eran de 40 m de eslora, 8 m de manga, 3.35 m de calado y 4.623 m de puntal. Fue botado el 24 de noviembre de 1901, y en esa oportunidad se hizo un gran acto inaugural en presencia del presidente de la República Germán Riesco y del ministro de Marina Bertrán Mathieu, su madrina fue Elena Serrano de Mathieu. El 18 de mayo de 1918 encalló en medio de una tormenta, debido a una mala maniobra cerca de punta Dungeness, muriendo 13 personas y costando un sumario a su capitán Agustín Prat von Seitz, sobrino del héroe.

## Principales Puentes
| Puente        | Ubicación       | Año  | Tipo        | Largo (m) | Tramos | Luz     | Celosía                  | Ingenieros        | Decreto          | Observaciones                 |
| ------------- | --------------- | ---- | ----------- | --------- | ------ | ------- | ------------------------ | ----------------- | ---------------- | ----------------------------- |
| Mackenna      | Mapocho         | 1882 | Carretero   | 75        | 3      | 25      | (Viga I de palastros)    | Valentín Martínez | Compra Directa   | Desaparecido en 1891.         |
| Maule I       | Maule           | 1885 | Ferroviario | 440       | 8      | 50 y 60 | Warren Cuádruple         | D.V. Santa María  | MI, 30/5/83.     | MH. Abandonado en 2006.       |
| Lircay I      | Lircay          | 1885 | Ferroviario | 145       | 8      | 15      | Doble Warren Intercalada | D.V. Santa María  | Contrata Directa | Demolido entre 1942 y 1944.   |
| Lircay II     | Lircay          | 1885 | Ferroviario | 32        | 1      | 30      | Pratt                    | D.V. Santa María  | Contrata Directa | Demolido entre 1942 y 1944.   |
| Perquilauquen | Perquilauquen   | 1884 | Ferroviario | 175       | 7      | 25      | Doble Warren Intercalada | Nicolás Tanco     | MI, 7/1/84       | Servicio, reforzado.          |
| Ñuble         | Ñuble           | 1887 | Ferroviario | 500       | 10     | 50      | Monier                   | Budge y Vivanco   | Contrata Directa | Reforzado 3° cordón sup.      |
| Maule II      | Maule           | 1889 | Carretero   | 440       | 8      | 50 y 60 | Doble Warren Intercalada | D.V. Santa María  | DS-659/87, MIOP  | MH. Abandonado en 2006.       |
| Laja          | Laja            | 1890 | Ferroviario | 400       | 8      | 50      | Monier                   | Enrique Budge     | DS-311/90, MIOP  | Servicio, reforzado.          |
| Biobío        | Biobío (Coihue) | 1890 | Ferroviario | 500       | 10     | 50      | Monier                   | Enrique Budge     | DS-311/90, MIOP  | Reconstruido ca. 1947.        |
| 21 de Mayo    | Mapocho         | 1890 | Ferroviario | 44        | 1      | 44      | Whipple                  | Martínez y Coo    | Contrata Directa | MH. Abandonado en 2016.       |
| Loreto        | Mapocho         | 1890 | Carretero   | 44        | 1      | 44      | Whipple                  | Martínez y Coo    | Contrata Directa | MH. Trasladado en los '80.    |
| Purísima      | Mapocho         | 1890 | Carretero   | 44        | 1      | 44      | Whipple                  | Martínez y Coo    | Contrata Directa | MH. Servicio.                 |
| La Libertad   | Viña del Mar    | 1892 | Carretero   | 90        | 3      | 30      | (Viga de palastros)      | Lever Murphy      | Particular       | Demolido en los '50.          |
| Longaví       | Longaví         | 1901 | Ferroviario | 120       | 4      | 30      | Warren                   | Comisión Budge    | ¿?               | Servicio, (tramos centrales). |
| Achibueno     | Achibueno       | 1906 | Ferroviario | 360       | 8      | 45      | Schwedler modif.         | Creusot           | (Subcontratista) | Montaje y fundaciones.        |

## Lista Locomotoras Lever Murphy
A continuación resumimos las locomotoras conocidas que fueron fabricadas por la empresa para Ferrocarriles del Estado (EFE), la Armada, a particulares en Chile y en Perú. Es muy importante señalar que se armó o fabricó un número desconocido de locomotoras, en adición a las que se listan, inclusive para el uso de la propia empresa. Existe la posibilidad de que se exportase maquinaria a otros lugares del extranjero, como Japón. 
| Tipo              | #  | Cliente                  | Año     | Trocha [mm] | Ejes (Whyte) | Peso [Ton]     | Φ Motrices [mm] | Cilindros [mm] | Contrato (pesos oro)     | Decreto                     | Notas                                                         |
| ----------------- | -- | ------------------------ | ------- | ----------- | ------------ | -------------- | --------------- | -------------- | ------------------------ | --------------------------- | ------------------------------------------------------------- |
| Pasajeros Tipo 32 | 6  | EFE                      | 1887/88 | 1676        | 4-4-0        | 41.7/26.5/29.8 | 1676            | 432 X 609      | $ 242.550 ($ 40.425 c/u) | M. Interior, 14/12/1886     | Primeras Locomotoras de EFE, n° 126 a 131.                    |
| Carga tipo 21     | 12 | EFE                      | 1888/89 | 1676        | 2-6-0        | 40.7/34.1/28.5 | 1464            | 432 X 609      | $ 415.000 ($ 34.583 c/u) | MIOP n° 20, 27/4/1888       | EFE n° 139 a 150.                                             |
| Carga tipo 23     | 1  | EFE                      | 1889    | 1676        | 2-6-0        | 65/¿?/¿?       | -               | -              | -                        | -                           | Reconstrucción n° 122.                                        |
| Carga tipo 38     | 12 | EFE                      | 1894    | 1676        | 4-6-0        | 51/37/33       | 1422            | 457 X 610      | $ 500.142 ($ corriente)  | MIOP n° 1.411, 3/10/1893    | No terminadas, n° 223 a 234. se entregan desarmadas.          |
| Clase M Pasajeros | 5  | EFE                      | 1898/00 | 1000        | 4-6-0        | 44/30/16       | 1219            | 406 X 559      | $ 30.028 c/u             | MIOP n° 275, 7/3/1898       | Red Norte.                                                    |
| Clase N Carga     | 5  | EFE                      | 1898/00 | 1000        | 4-6-0        | 38.5/28.5/16   | 1016            | 406 X 457      | $ 28.800 c/u             | MIOP n° 275, 7/3/1898       | Red Norte.                                                    |
| Tipo Hércules     | 2  | CRAV                     | 1894    | 1676        | 0-6-0T       | 28             | 1067            | 406 x 559      | $ 20.000 c/u             | -                           | Uso ramal de la Cía. de Muelles y Bodegas de la Pob. Vergara. |
| Tipo Lota         | 1  | Cía. Carbonífera de Lota | -       | -           | 4-6-0        | -              | -               | -              | -                        | -                           |                                                               |
| Tipo Talcahuano   | 4  | Gobierno de Chile        | 1903    | 1000        | 0-6-0T       | 12             | 1067            | 355 X 508      | $ 16.234 c/u             | Marina n° 3.443, 24/12/1903 | Apostadero Naval de Talcahuano.                               |
| Tipo Marquerite   | 1  | Jorge Sharpe             | 1903    | 1000        | 0-6-0T       | 12             | 1067            | 355 X 508      | -                        | -                           | Maniobras, exportada a Perú.                                  |

Aunque ninguna de estas máquinas existe hoy en día, algunas fotografías se conservan, como se muestran a continuación: 
|                                             |
| Locomotora n.º 126 "José Manuel Balmaceda". |

|                                                |
| Locomotora de carga n° 139 "Guindos", tipo 21. |

|                                                   |
| Locomotora de carga n° 228, caldero Lever Murphy. |

|                                             |
| Una locomotora trocha angosta Lever Murphy. |

|                                     |
| Locomotora métrica tipo Talcahuano. |

## Lista de Contratos por Carros con el Fisco
| Fecha | #    | Descripción del Contrato                                             | Decreto         | Precio [pesos] |
| 1885  | 20   | 10 planos y 10 reja.                                                 | DO, 17/10/85    | 54.000         |
| 1886  | 22   | Reja según propuesta de locomotoras tipo 32.                         | DO, 29/11/86    | 76.890         |
| 1890  | (10) | Armado carros planos de 12 ton.                                      | BMIOP90         | ¿?             |
| 1890  | 100  | Planos, trocha ancha.                                                | DS-2.628/90     | 210.000        |
| 1892  | 100  | Bodega 16 ton, contrato 11/5/1892                                    | DS-883/93       | 330.000        |
| 1892  | 10   | Bodega 16 ton Ley 4/12/1891                                          | DS-1.620/92     | 36.450         |
| 1892  | 17   | Bodega 16 ton Ley 4/12/1891                                          | DS-1.673/92     | 61.965         |
| 1892  | 10   | Bodega 16 ton Ley 4/12/1891                                          | DS-1.762/92     | 36.450         |
| 1892  | 13   | Bodega 16 ton Ley 4/12/1891                                          | DS-1.809/92     | 47.385         |
| 1894  | ¿?   | Carros para Ramal Cía de Muelles y Bodegas Pob. Vergara              | Particular      | ¿?             |
| 1895  | 150  | Lastreros trocha 1 m.                                                | DS-1.258/95     | Oro 114.000    |
| 1898  | 60   | Planos 8 ruedas y trocha 1 m.                                        | DS-275/98       | 132.000        |
| 1899  | 30   | Metaleros trocha 1 m.                                                | DS-2.081/99     | Oro 29.400     |
| 1900  | 70   | Lastreros trocha 1 m para Chañaral y Ovalle                          | DS-2.247/00     | 83.900         |
| 1900  | 110  | 90 planos de 8 ruedas 16 ton y 20 lastreros de 4 ruedas, trocha 1 m. | DS-2.802-bis/00 | 342.000        |
| 1901  | 25   | Lastreros 1 m.                                                       | DS-852/01       | Oro 28.250     |
| 1901  | 30   | Lastreros 1 m.                                                       | DS-1.478/01     | 30.800         |
| 1903  | 25   | Carros lastreros FC Melipilla a Puange                               | DS-2.406/03     | Oro 27.300     |
| Total | 792  |                                                                      |                 |                |